# Maškarada (film)
Maškarada je slovenski erotični dramski film iz leta 1971.

### Zgodba
Zafrustrirana in starajoča se Dina, žena zajedljivega direktorja in lovskega navdušenca, se zaplete z mladim košarkarjem Luko, ki je tako razpet med njo in vrstnico Petro. Luka k Dini hodi pod pretvezo, da je sinov inštruktor. Mož hitro ugotovi, zakaj. Priredi zabavo s kopico radoživih, golih mladeničev in mladenk, ter ji v njuni spalnici pove, da ne paše več mednje. Oklofuta jo in posili. Luka vstopi in vidi, kaj se dogaja. Udari Gantarja, da pade po tleh in odide. Prekine stik z njo. Čez čas ga najde, ga odpelje na Gantarjev grob in mu pove, da ga je ubil. Luka se razburi in misli, da laže. Dina mu mirno odgovori, da je policija ugotovila nesrečen slučaj zaradi alkohola. Odpelje ga v hotel in s čustvenim izsiljevanjem doseže svoje. Petra pokliče Dino in zahteva Luko na telefon. Spreta se. Luka v jezi razbije ogledalo in si poreže roko. Razočaran je zaradi propadle športne kariere. Potrpežljiva Petra pove Luki, da naj naredi, kakor misli, da je prav. Dina še kar sanjari o potovanju z Luko, ki ji pove, da ne gre več. Spreta se in Dinin sin ga obstreli z očetovo puško. Luka se dokončno poslovi. Dina sinu pove, da se je njegov oče v resnici napil in padel po stopnicah. Sin vzroji in ji pove, da je tudi njemu težko. Film se zaključi s Petro in Luko v spalnici. Ljubita se in Petra zavzdihne, da ga ljubi, Luka pa s pogledom proto gledalcu: Ljubezen moja, tudi jaz tebe ne.

## Produkcija
Orgijo so posneli v mansardnem stanovanju nad delikateso poleg Filharmonije. Za prikaz Gantarjevega nabreklega penisa so najeli dvojnika. Matjaž Vipotnik je za plakat narisal risbo rdečega nabreklega penisa.
Takratni direktor Viba filma Dušan Povh je dejal, da je Maškarada stala 140 milijonov starih dinarjev. Upravni odbor sklada SR Slovenije za pospeševanje prozvodnje in predvajanja filmov je izjavil, da je producent za projekt dobil posojilo v višini 91.065.000 starih dinarjev.

## Prepoved, cenzura in predvajanje
Po sklepu republiške komisije s 5. januarja 1971 je bil film prepovedan (prisotni člani so bili: predsednik Vitek Musek, Rado Bordon, Igor Pretnar in Djuro Šmicberger).
Član komisije Rado Bordon je na to temo napisal obširen članek za Sobotno prilogo z izrazito odklonilnim mnenjem. Film je označil za škodljivega mladini ter žalitev delovnih ljudi, kulturnikov, znanstvenikov in zdravstvenikov, ki se ubadajo s finančnimi težavami. Dejal je še, da je opljuvana republiška komisija odobrila Rdeče klasje kljub spolnim prizorom, saj pogumno in odkrito obravnava boleč družbeni in politični problem iz bližnje preteklosti. Maškaradi je očital, da je njena družbena problematika, t.i. generacijski spopad med starimi in mladimi, sesuta na tipičnega predstavnika potrošniške družbe in njene zlate mrzlice, ki iz svoje razkošne vile vrže nezaželenega, »fukoklicnega« ljubimca svoje »fukožrešne« ženičke.
Cenzurirano različico so začeli predvajati 12. junija 1971 v kinu Union in kinu Šiška. Celotnega so premierno predvajali v Slogi 29. decembra 1982. 17. januarja 1983 je Viba nagradila 20.000-ega gledalca.
Leta 2013, ob 90. obletnici Kinodvora, so ga predvajali v celoti in predstavili knjigo Maškarada filmskega kritika Marcela Štefančiča.

## Ustvarjalci o filmu
Režiser Hladnik je dejal, da jim je škandal privarčeval sredstva za oglaševanje po časopisih. Seksa je bilo po njegovem toliko, kot v drugih filmih. Ni ga imel za cilj, ampak je z njim le prikazoval svet junakov. Film se mu je zdel za svetovne razmere zelo nežen in mil. V krajšanje so bili prisiljeni zaradi vloženega denarja.

## Kritike
Andrej Inkret je ob izdaji cenzurirane verzije napisal, da je cenzura uničila le sklepno poanto moralističnega filma, kjer se Dinin sin sooči s svojo propadlo materjo. Sam film se mu je zdel preplašen, dolgočasen in brez pravih artističnih ambicij. Očital mu je okornost, opotekanje igralcev med nekakšnim ljubljanskim slengom in odrsko slovenščino, zmedenost zgodbe, komičnost na tragičnih mestih ter igračkasto in hipijevsko erotiko, ki se začne in konča z indiferentnim odlaganjem obleke. Razburjenje je po njegovem povzročila cenzura, ne pa sam film.
Marcel Štefančič (Mladina) je Maškarado označil za »najradikalnejši in najdrznejši slovenski film vseh časov« in »film, ki je bil pred svojim časom. In ki je tudi pred tem našim časom«. Razlog za zgražanje partije je našel v prikazovanju dekadentnega življenja bogatih, ki naj ga v socialistični Jugoslaviji ne bi bilo, Dininem zavračanju partijca in partizana in s tem tudi zastarele in impotentne partije ter propagiranju seksa namesto dela. Po besedah snemalca Pervanja je škandal najbolj zakuhal sam Hladnik, ki je užival v podžiganju javnosti in Štefančič mu je pritrdil s trditvijo, da je bil socializem leta 1982 veliko bolj svinčen, Hladnik pa je lahko leta 1971 posnel film Ko pride lev.

## Zasedba
- Igor Galo: Luka
- Vida Jerman: Dina
- Miha Baloh: Matija Gantar, Dinin mož
- Bojan Šetina: Andrej, njun sin
- Blanka Jenko: Petra
- Rado Prajs
- Iva Čadež
- Miran Miljkovič
- Tone Sojer
- Bojan Tratnik
- Črt Kanoni
- Franjo Kumer
- Rok Lasan
- Miha Trpin
- Tatjana Vovk
- Marjan Ferenčak
- Branko Oman
- Sonja Lamberšek
- Lidija Turk

## Ekipa
- fotografija: Jure Pervanje
- glasba: Bojan Adamič (izvajalci: Ditka Haberl, Bele vrane, Janez Bončina - Benč, Mladi levi; besedila: Elza Budau)
- montaža: Marija Pirkmajer
- scenografija: Jure Bernik
- kostumografija: Irena Felicijan (izdelal: Ivan Debevc)
- maska: Lea Hočevar

## Izdaje na nosilcih
- Maškarada. video DVD. Ljubljana : Filmski sklad Republike Slovenije. 2006. zbirka Deset uspešnic iz brezčasnega arhiva slovenskih filmov